# Ветошкино (Кировская область)
Ветошкино — село в Лебяжском муниципальном округе Кировской области России.

## География
Село находится в южной части Кировской области, в зоне хвойно-широколиственных лесов , на правом берегу реки Байса, при автодороге 33Н-010, на расстоянии приблизительно 15 км к юго-востоку от посёлка городского типа Лебяжье, административного центра района. Абсолютная высота — 120 м над уровнем моря.
Климат
Климат характеризуется как умеренно континентальный, с умеренно холодной снежной зимой и тёплым летом. Среднегодовая температура — 2 °C. Средняя температура воздуха самого холодного месяца (января) составляет −13,9 °C (абсолютный минимум — −47 °С); самого тёплого месяца (июля) — 18,3 °C (абсолютный максимум — 37 °С). Годовое количество атмосферных осадков — 525 мм, из которых 367 мм выпадает в период с апреля по октябрь. Снежный покров держится в среднем 162 дня.
Часовой пояс
Село Ветошкино, как и вся Кировская область, находится в часовой зоне МСК (московское время). Смещение применяемого времени относительно UTC составляет +3:00.

## Население
| 2010 |
| ---- |
| 415  |

Половой состав
По данным Всероссийской переписи населения 2010 года, в гендерной структуре населения мужчины составляли 43,4 %, женщины — соответственно 56,6 %.
Национальный состав
Согласно результатам переписи 2002 года, в национальной структуре населения русские составляли 95 % из 515 чел.